# Distrito de Acarí
El distrito de Acarí es uno de los trece que conforman la provincia de Caravelí, ubicada en el departamento de Arequipa en el Sur del Perú. 
Desde el punto de vista jerárquico de la Iglesia católica forma parte de la Prelatura de Caravelí en la Arquidiócesis de Arequipa.
Acarí fue fundado el 25 de julio de 1540 (Pedro de Mendoza) con su Santo Patrón Santiago de Parcos

## Historia
En las vecindades de Acarí existen huellas de muy antiguos establecimientos urbanos. Uno de ellos, estudiado por John Rowe, es el denominado Hacha, que cubre un área de 800 x 200 metros a lo largo de un abandonado canal del río Acarí. El más conocido es, quizá una necrópolis en cuyas tumbas se ha encontrado osamentas envueltas en telas de algodón y cubiertas con mimbre, piezas de cerámica negra u objetos de hueso, caña de madera cuya antigüedad todavía se discute. Allí se ha identificado viviendas de piedras rústicamente labradas, y destaca una fortaleza, protegida por un alto muro construido con piedras poligonales.
Durante el Imperio Inca, se construyó Tambo Viejo en el valle de Acarí, uno de los varios centros provinciales incas establecidos en la costa sur del Perú. Estos centros incluyen Tambo Colorado y Lima la Vieja en el valle de Pisco, Ica Vieja en el valle de Ica, Tambo de Collao en el valle del Ingenio, y Paredones en el valle de Nasca. Todos estos sitios, aparentemente creados por los incas, estuvieron interconectados a través del camino inca que recorría la costa peruana, facilitando la administración y control de las provincias costeras del imperio.
Durante la época colonial, Acarí se vio en la necesidad de traer personas de origen africano para realizar labores agrícolas. Estas personas, conocidas por su resistencia y fortaleza, llegaron en calidad de esclavos y fueron compradas por los hacendados y la orden de los Dominicos, quienes poseían grandes extensiones de tierra. Gracias a su notable producción agrícola, Acarí se convirtió en un enclave de importantes familias españolas. Posteriormente, recibió una significativa inmigración italiana, y con el auge de la migración asiática, también llegaron trabajadores chinos, conocidos como coolíes, para trabajar en las principales haciendas de la región. 
Durante la independencia fue también un fuerte bastión de la resistencia contra el ejército realista, apoyando decididamente al general Guillermo Miller en sus correrías por el sur y la sierra del Perú, en particular durante la Batalla de Acarí. Posteiormente, rechazaron al invasor chileno cuando se temía su paso por este valle.
La Doctrina de Acarí pasa a ser Distrito el 28 de julio de 1821.(Fecha de creación política) 

## Geografía
Ubicado en el Valle del mismo nombre a la altura del km 555 de la panamericana Sur, adentrándose 21 km rumbo al noreste se asienta el casco urbano del Distrito a 167 msnm y es atravesado de norte a sur por el Río del mismo nombre. Su capital se encuentra sobre la margen derecha del río Acarí (aguas arriba). 
Es de anotar que el distrito de Acarí se encuentra en ambas márgenes del río Acarí, teniendo como principal fuente de producción las aceitunas y aceite de oliva, el algodón y los camarones de exquisito sabor.
El distrito de Acarí a pesar de estar comprendido en la región Arequipa, depende mucho comercialmente y en servicios de las vecinas provincia de Nazca y distrito de Marcona en la región Ica.

## Atractivos turísticos

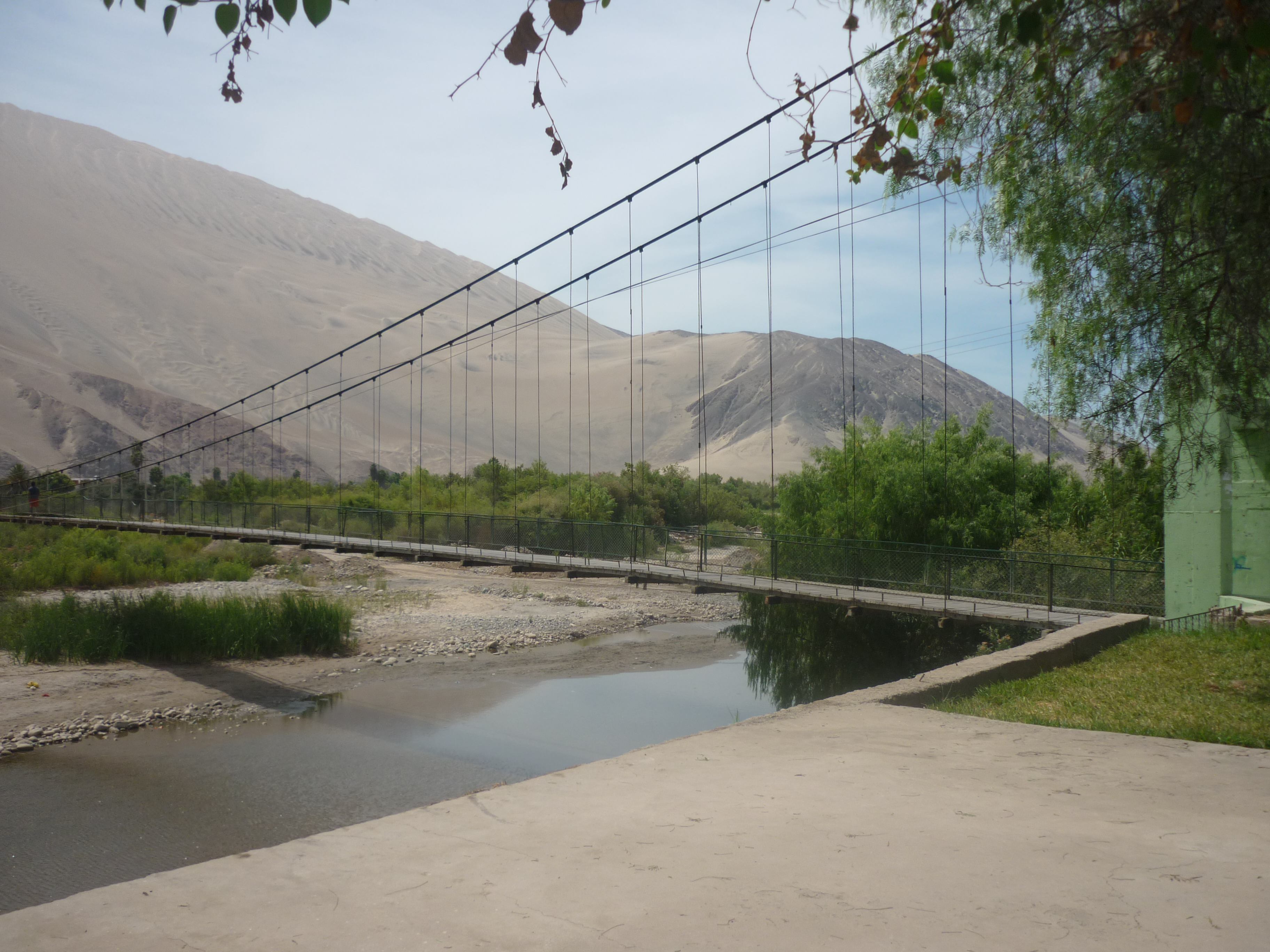
Duna Toro frente al puente sobre el río Acarí.

Entre los atractivos turísticos del distrito de Acari esta la mal llamada 'Duna Toro', pues desde tiempos antiguos se la llamaba cerro de arena de Sahuacarí, la cual es considerada además, la segunda duna más grande y larga del mundo. En esta duna puede practicarse el sandboard. Para ello es necesario dirigirse hasta aquella en un vehículo 4x4 que llega hasta los 1,300 metros sobre el nivel del mar; desde este punto se continúa a pie por 400 metros, desde donde recién se inicia el descenso en las tablas de sandboard. Debido a lo inestable del territorio, y al hecho de que la Duna Toro, se sitúa sobre una montaña, la práctica del sandboard en el lugar, solo es recomendada para deportistas calificados y de nivel pro en esta disciplina, ya que incluso aquellos, no se librarán de algún golpe en el descenso.

## Anexos
- Vijoto
- Chocavento
- El Molino
- Otapara
- Huarato
- Machaynioc
- Malco

## Autoridades

### Municipales
- 2019-2022
  - Alcalde: CARLOS MODESTO MEJIA QUISPE
  - Regidores: Emilio Víctor,Gutiérrez Chamorro; Ana Norma, Tinco Huillcaya; Beatriz Erenea, Ceron Custodio; Bruno Mauricio, Ilave Sierra; Julia Amalia, Carhuayo de Lujan
- 2015-2018
  - Alcalde: Leonardo Nieto Vargas
- 2011-2014[3]
  - Alcalde: Carlos Modesto Mejía Quispe, del Movimiento Juntos por el Sur (JxeS).
  - Regidores: Luis Enrique Riveros Poma (JxeS), Concepción Marilud Segura Espinoza (JxeS), Miguel Ángel Flores Bernahola (JxeS), Lady Elizabeth Ascarza Gutiérrez (JxeS), Heber Luis Callalle Denegri (Participa Acarí).
- 2007-2010
  - Alcalde: Jorge Alfonso de La Torre Velarde.

### Religiosas
- Obispo Prelado: Mons. Juan Carlos Vera Plasencia, MSC.
- Párroco: Presb. Darío G. Ircash Trejo MSC (Parroquia Santiago Apóstol).[4]

### Familias notables
Entre las familias españolas más importantes fueron los Navarro, De la torre, Cárcamo, Chávez, Montoya, Ramos, Gonzales,Landa, Alcázar, etc, entre los italianos, Denegri, Casalino (Casarino), Parodi, Cassano, Alferrano (Alferano), Ricci, Morazzani.

## Festividades
- Las cruces.
- Santiago
- Virgen de Chapi
- Señor de los Milagros.
- San Martín de Porres.